# 濱口直大
濱口 直大（はまぐち なおひろ、1991年2月21日 - ）は、長崎県長崎市出身のハンドボール選手。日本ハンドボールリーグのトヨタ自動車東日本所属。

## 経歴
2013年1月に日本ハンドボールリーグのトヨタ自動車東日本へ加入。2012-13年シーズンは5試合に出場し、25得点を挙げた。
2013-14年シーズンはリーグ10位タイの69得点を記録。
2014-15年シーズンはリーグ4位タイの83得点を挙げ、フィールド得点はリーグ3位を記録した。
2015年11月にはリオデジャネイロオリンピック・アジア予選の日本代表に選出された。
2015-16年シーズンはリオ五輪アジア予選の出場で11試合の出場にとどまったものの、リーグ10位のフィールド得点（58得点）を記録。
2016-17年シーズンは全16試合に出場し、フィールド得点はリーグ8位タイとなる70得点を記録した。

## 詳細情報

### 年度別成績
| 年       | チーム             | 試合 | フィールド 得点 | 率   | 7m  | 合計    | 警告 | 退場 | 失格 |
| -------- | ------------------ | ---- | --------------- | ---- | --- | ------- | ---- | ---- | ---- |
| 2012-13  | トヨタ自動車東日本 | 5    | 25/49           | .510 | 0/0 | 25/49   | 2    | 1    | 0    |
| 2013-14  | トヨタ自動車東日本 | 16   | 69/161          | .429 | 0/0 | 69/161  | 4    | 6    | 0    |
| 2014-15  | トヨタ自動車東日本 | 16   | 83/153          | .542 | 0/0 | 83/153  | 7    | 6    | 0    |
| 2015-16  | トヨタ自動車東日本 | 11   | 58/111          | .523 | 0/0 | 58/111  | 4    | 4    | 0    |
| 2016-17  | トヨタ自動車東日本 | 16   | 70/122          | .574 | 0/0 | 70/122  | 6    | 5    | 0    |
| 2017-18  | トヨタ自動車東日本 | 24   | 91/198          | .460 | 0/2 | 91/190  | 13   | 4    | 0    |
| 2018-19  | トヨタ自動車東日本 | 17   | 48/82           | .585 | 1/1 | 49/83   | 4    | 4    | 0    |
| JHL：7年 | JHL：7年           | 105  | 444/876         | .507 | 1/3 | 445/879 | 40   | 30   | 0    |

- 各年度の太字はリーグ最高

### 記録

#### 日本ハンドボールリーグ
- フィールドゴール初得点：2013年2月9日、対湧永製薬戦（高松市香川総合体育館）[7]
- 通算400得点：2018年9月24日、対琉球コラソン戦（沖縄県立武道館アリーナ棟）[8]
- 7mスロー初得点：2018年9月30日、対北陸電力戦（刈谷市体育館）[9]

### 背番号
- 2 (2013年 - )

## 代表歴

### 日本代表
- オリンピック予選 (リオデジャネイロ五輪アジア予選)
- アジア競技大会 (2018年)

### 日本代表U-21
- ジュニアアジア選手権 (2010年)